# 張登 (明朝)
張登（?—?），山西屯留人，明朝政治人物。舉人出身。
永樂六年，戊子科山西鄉試中舉，后任延安縣教諭。